# Giovanni Conti (cardinal, 1150)
Pour les articles homonymes, voir Giovanni Conti.
Giovanni Conti (né à Sutri dans le Latium, et mort en 1182 ou 1181) est un cardinal italien du XIIe siècle.

## Biographie
Le pape Eugène III le crée cardinal lors du consistoire de 1150. Il participe à l'élection d'Anastase IV en 1153, à l'élection d'Adrien IV en 1154, d'Alexandre III en 1159  et de Lucius III en 1181.
Conti est légat apostolique en Allemagne auprès de l'empereur Frédéric Barberousse et légat auprès du roi Amaury Ier de Jérusalem. En 1178 il est nommé vicaire de Rome et archiprêtre de la basilique Saint-Pierre.